# Sedini
Sedini (sardisk: Sèddini) er en by og en kommune (comune) i provinsen Sassari i regionen Sardinien i Italien. Byen ligger i 350 meters højde og har 1.339 indbyggere (2016). Kommunen har et areal på 40,51 km² og grænser til kommunerne Bulzi, Castelsardo, Laerru, Nulvi, Santa Maria Coghinas, Tergu og Valledoria.